# Бічне колінчасте ядро
Бічне колінчасте ядро (БКЯ) (від. лат. corpus geniculatum laterale), також застаріле бічне колінчасте тіло — одне з ядер таламусу, що передає візуальну інформацію з сітківки ока до первинної зорової кори головного мозку. Отримує збуджуючі сигнали від гангліонарних клітин сітківки, а також модулюючі сигнали від низки вищих центрів головного мозку.

## Анатомія
Ядра парні, знаходяться по боках нижньої частини таламуса.

### Структура
Ядро має шість шарів клітин.
1. Великі клітини, аксони від сітківки ока з протилежного боку
2. Великі клітини, аксони від сітківки ока з того ж боку
3. Дрібні клітини, аксони від сітківки ока з того ж боку
4. Дрібні клітини, аксони від сітківки ока з протилежного боку
5. Дрібні клітини, аксони від сітківки ока з того ж боку
6. Дрібні клітини, аксони від сітківки ока з протилежного боку

### Нерви
До нейронів ядра йде зоровий нерв і зоровий шлях від сітківки, які утворені аксонами гангліонарних клітин. Великі гангілонарні M-клітини утворюють синапси з нейронами великоклітинних шарів ядра, а маленькі P-клітини — з нейронами дрібноклітинних шарів. Аксони нейронів колінчастого ядра утворюють колінчасто-шпорний шлях, який йде до потиличної частки кори великих півкуль мозку.

## Функція
Ядро здійснює переключення нервових імпульсів від нейронів сітківки до зорової ділянки кори. Через великоклітинні шляхи передається сприйняття рухів, глибини зображення. Дрібноклітинні шляхи передають колір, форму, структуру предметів, які спостерігаються.